# Cầu não
Cầu não (thuật ngữ tiếng Anh: pons; mượn từ tiếng Latinh với nghĩa đen là "cây cầu") là phần thân não ở người nằm giữa trung não và hành não, phía trước tiểu não.
Cầu não còn được gọi là cầu Varolio (pons Varolii) theo tên của bác sĩ phẫu thuật người Ý Costanzo Varolio (1543–75). Cầu não đóng vai trò trung gian cho phép các đường dẫn truyền thần kinh và bó thần kinh từ đại não đi xuống tiểu não và trung não, và cho phép các bó thần kinh khác nối lên đồi thị.